# Pastel de Kiev
El pastel de Kiev (en ucraniano: торт "Київський", romanizado: torta "Kyivskyi") es un tipo de pastel de postre, fabricado en Kiev (Ucrania) desde el 6 de diciembre de 1956 por la Fábrica de Confites Karl Marx (ahora una subsidiaria de la corporación Roshen). Pronto se hizo popular en toda la Unión Soviética.
El pastel se ha convertido en uno de los símbolos de Kiev, en particular por su nombre de marca y el paquete, que representa la hoja de castaño de Indias, el escudo de armas informal de Kiev. Antiguamente su empaque presentaba un puente peatonal sobre el río Dniéper.
El pastel tiene dos capas aireadas de merengue con avellanas, glaseado de chocolate y un relleno similar a la crema de mantequilla.

## Historia

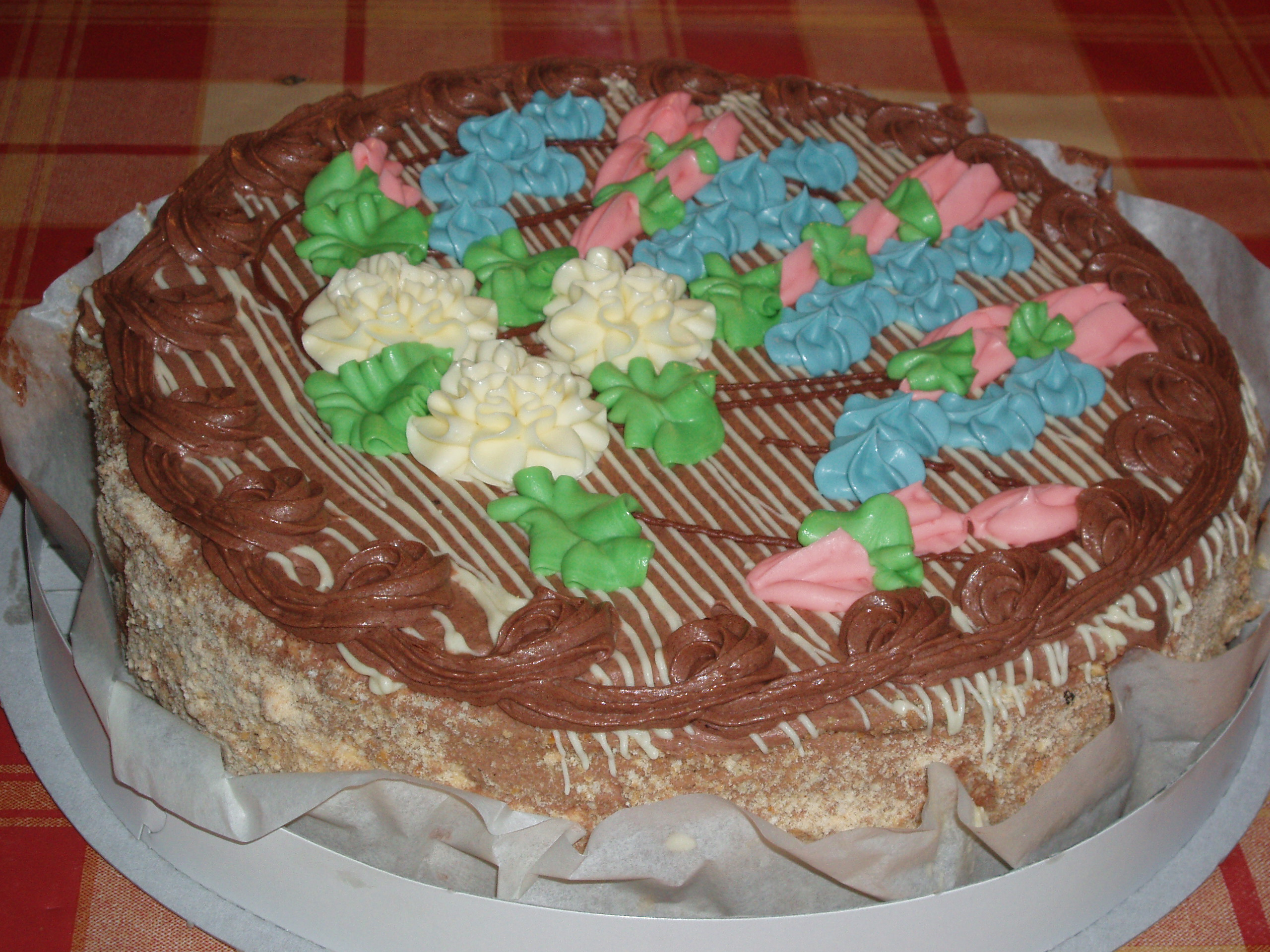
Pastel de Kiev completo.

Los relatos tradicionales señalan que, una vez, los pasteleros se olvidaron de poner una cierta cantidad de clara de huevo para fabricar galletas en una hielera. A la mañana siguiente, el chef Konstantin Petrenko, con la ayuda de la asistente Nadezhda Chernogor, de 17 años, para ocultar el error de sus colegas, untó pasteles helados con crema de mantequilla, espolvoreados con polvo, decorados con adornos florales.
La receta del pastel de Kiev ha cambiado con el tiempo: en la década de 1970, los panaderos perfeccionaron el proceso de hacer una mezcla de clara de huevo y nueces, luego comenzaron a agregar avellanas en el pastel y comenzaron a experimentar con maní y anacardos. Sin embargo, estas costosas nueces aumentaron el costo del pastel, por lo que la fábrica volvió a usar avellanas.
La Unión Soviética (URSS) apoyó activamente a India en esos años, la cual pagaba con bienes. Así, en 1956 la URSS recibió un gran lote de anacardos. El partido instruyó a los pasteleros del país para crear un postre con estas nueces y la fábrica de Kiev que en aquel entonces llevaba el nombre de Karl Marx hizo frente a la tarea de la mejor manera. Esto es lo que dicen en la fábrica: "El autor de la receta y la tecnología de producción del pastel de Kiev es Konstantin Petrenko. Tuvimos un jefe de la tienda de galletas, una vez trabajó como maestro. La receta y la tecnología se desarrollaron en 1956. La creación de la torta estuvo precedida por experimentos durante varios años con recetas antiguas y exquisitas, porque nada aparece de la nada".
En 1973 Galina Fastovets-Kalinovskaya y Anna Kurilo recibieron la patente oficial para producir el pastel de Kiev, la cual actualmente es producida por la compañía Roshen.

## Preparación
Las nueces se fríen, se pican finamente y se mezclan con harina. Se montan las claras de huevo, añadiendo poco a poco el azúcar y la vainilla en polvo, y ambas mezclas se combinan. La masa resultante se extiende sobre papel en una capa uniforme de 0,6–0,7 cm de espesor y se hornea a 150–160 °C. Los pasteles horneados se secan durante 12 horas a 25–30 °C, y luego se separa el papel humedeciéndolo con agua. Los pasteles se untan con crema de mantequilla de chocolate y se arman. Los lados también están cubiertos con crema y se les aplican migas de los restos de los pasteles. La parte superior está adornada con crema de mantequilla de colores (una imagen de una castaña en flor) y decorada con trozos de frutas frescas y confitadas.

## Homenajes y reconocimientos

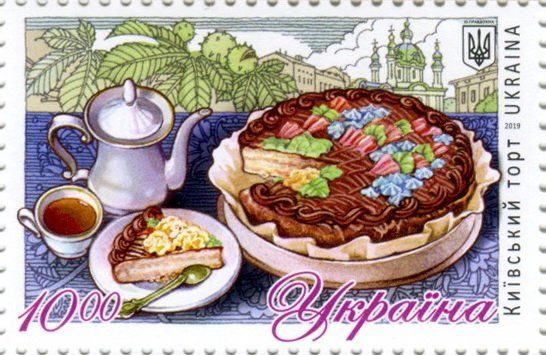
Sello postal ucraniano emitido en 2019 en homenaje al pastel de Kiev.

- Un pastel de Kiev fue uno de los regalos de la República Socialista Soviética de Ucrania a Leonid Brézhnev en su 70° cumpleaños. La obra de arte culinario de tres niveles consistía en 70 pasteles y pesaba más de 5 kilogramos. Se dice que al secretario general del PCUS le gustó tanto el regalo que exigió que sus cocineros repitieran la obra maestra. Una receta original detallada en la fábrica de Kiev todavía se mantiene en secreto.[8]
- El 17 de mayo de 2019 Ukrposhta, la empresa nacional de correos de Ucrania, lanzó un sello postal conmemorativo del pastel de Kiev, en el cual aparece un dibujo representativo de un diseño clásico junto a una taza de té.[9]
- El 12 de abril de 2018, una miniescultura de bronce de un pastel de Kiev fue presentada como parte del proyecto "¡Buscar!" (en ucraniano: Шукай), que instala pequeñas obras de arte en homenaje a elementos característicos de la ciudad. La obra era de la escultora Darya Vovk y en 2020 fue instalada en la fachada de la fábrica Roshen en Kiev (Avenida Nauka 1).[2][10]